# Pánuco (stad)
Pánuco is een stad in de Huasteca in de Mexicaanse staat Veracruz. Pánuco ligt nabij de monding van rivier de Pánuco, niet ver van Tampico. De stad heeft 37.450 inwoners (census 2005) en is de hoofdplaats van de gemeente Pánuco.
Volgens de legendes kwam Topiltzin Ce Acatl Quetzalcoatl uit de buurt van Pánuco. Het gebied rond Pánuco werd in 1523 door Gonzalo de Sandoval onderworpen.